# Piotr Kosienko
Piotr Iwanowicz Kosienko (ros. Пётр Иванович Косенко, ur. 4 lutego?/17 lutego 1902 we wsi Wielikomichajłowka w obwodzie biełgorodzkim, zm. 22 kwietnia 1973 w Moskwie) – radziecki generał porucznik artylerii, Bohater Związku Radzieckiego (31 maja 1945).

## Życiorys
Urodził się w rodzinie chłopskiej. Miał wykształcenie niepełne średnie. Od marca 1919 służył w Armii Czerwonej, uczestniczył w wojnie domowej, później ukończył szkołę artylerii w Charkowie i następnie w Odessie. Był dowódcą plutonu, szefem łączności baterii, pomocnikiem dowódcy baterii i dowódcą dywizjonu, w 1933 skończył akademickie kursy doskonalenia kadry dowódczej i został pomocnikiem dowódcy pułku artylerii, w 1938 ukończył Akademię Wojskową im. Frunzego. Następnie został skierowany na Daleki Wschód, gdzie 1939–1941 był szefem artylerii 30 Korpusu Zmechanizowanego, w 1941 ukończył kursy wyższej kadry dowódczej przy Wojskowej Akademii Sztabu Generalnego. Od grudnia 1941 brał udział w wojnie z Niemcami jako szef artylerii i zastępca dowódcy 1 Armii Uderzeniowej na Froncie Zachodnim i potem Północno-Zachodnim, walczył w bitwie pod Moskwą i pod Diemiańskiem, w maju 1942 objął dowództwo 1 Dywizji Artylerii na Froncie Woroneskim, uczestniczył w operacji woroszyłowgradzko-woroneskiej, był dwukrotnie ranny. Od listopada 1942 do stycznia 1944 był dowódcą artylerii – zastępcą dowódcy 60 Armii na Froncie Woroneskim, później na Froncie Centralnym, brał udział m.in. w bitwie pod Kurskiem i bitwie o Dniepr, od stycznia 1944 do końca wojny dowodził artylerią 5 Armii Uderzeniowej na 1 i 1 Froncie Ukraińskim, potem 1 Froncie Białoruskim, uczestniczył w operacji jasko-kiszyniowskiej i wiślańsko-odrzańskiej, m.in. w zajmowaniu Kostrzyna. Wiosną 1945 brał udział w operacji berlińskiej, później dowodził artylerią 8 Armii Gwardii w Grupie Wojsk Radzieckich w Niemczech (od 11 lipca 1945 w stopniu generała porucznika artylerii), w 1949 objął dowództwo artylerii armii powietrznodesantowej, od maja 1953 do czerwca 1960 pełnił funkcję dowódcy artylerii Wojsk Powietrznodesantowych, następnie zakończył służbę wojskową.

## Odznaczenia
- Złota Gwiazda Bohatera Związku Radzieckiego (31 maja 1945)
- Order Lenina (dwukrotnie - 21 lutego 1945 i 31 maja 1945)
- Order Czerwonego Sztandaru (trzykrotnie, m.in. 19 października 1943)
- Order Suworowa II klasy (17 października 1943)
- Order Kutuzowa II klasy (6 kwietnia 1945)
- Order Bohdana Chmielnickiego II klasy (13 września 1944)
- Order Czerwonej Gwiazdy (28 kwietnia 1943)

I medale ZSRR oraz trzy ordery i trzy medale zagraniczne.